# Koprivnica (gmina Aleksinac)
Koprivnica (cyr. Копривница) – wieś w Serbii, w okręgu niszawskim, w gminie Aleksinac. W 2011 roku liczyła 212 mieszkańców.